# نخل‌های پنهان
نخل‌های پنهان (نام لاتین: Hidden Palms) یک سریال در ژانر درام نوجوان(Teen drama) محصول ایالات متحده آمریکا است که از تاریخ ۹ خرداد ۱۳۸۶ (۳۰ مه ۲۰۰۷) تا ۱۳ تیر ۱۳۸۶ (۴ ژوئیه ۲۰۰۷) بر روی شبکه سی‌دابلیو در آمریکا بر روی آنتن رفت و بعد از ۸ قسمت اولیه، کنسل شد. این سریال که ساخته کوین ویلیامسون است، داستان چند نوجوان را در شهر پالم اسپرینگز، کالیفرنیا دنبال می‌کرد.

## تولید

### ریشه
این سریال به تهیه‌کنندگی لاینزگیت تلویزیون مراحل تولید خود را با نام موقت پالم اسپرینگز(لاتین: Palm Springs) در اواخر سال ۲۰۰۶ شروع کرد. قسمت پایلوت سریال قبل از شروع پخش به سرقت رفت و در اینترنت پخش شد.
در اوایل سال ۲۰۰۷ اعلام شد که سریال ۶ مارس ۲۰۰۷ پخش رسمی خود را آغاز خواهد کرد، ولی با پر شدن جدول پخش، در نهایت نخل‌های پنهان ۳۰ مه ۲۰۰۷، ساعت ۸ به وقت شرق آمریکا بر روی آنتن‌ها رفت. در ۱۲ ژوئن ۲۰۰۷ اعلام شد که سریال، زودتر از موعد مقرر، به پخش خود پایان خواهد داد.

### فیلمبرداری
به دلیل هزینه‌های بالا در شهر پالم اسپرینگز، کالیفرنیا، بجز بخش‌هایی از قسمت اول (صحنه‌های مرکز شهر،...)، سریال در یک استودیو در اوندیل، آریزونا فیلمبرداری شده‌است.

### پخش
نخل‌های پنهان پخش خود را ۳۰ مه ۲۰۰۷، ساعت ۸ به وقت شرق آمریکا بر روی شبکه سی‌دابلیو شروع کرد. به‌طور همزمان نیز در کانادا در شبکه سیتی(City)، و بعداً در شبکه‌های مختلف در کشورهای بلغارستان، برزیل و آمریکای لاتین، مجارستان، صربستان، پرتغال، سوئد، دانمارک، نروژ، اسپانیا، ایتالیا، لهستان، نیوزیلند، بریتانیا و آفریقای جنوبی پخش شد. یک شبکه استرالیایی نیز حق پخش این سریال را خریداری کرده‌است.

## بازیگران و شخصیت‌ها
- تیلور هندلی: جانی میلر
- مایکل کاسیدی: کلیف وایِت
- امبر هرد: گرتا متیوز
- اِلاری پورترفیلد: لیزا ویتر
- تسا تامپسون: نیکی بارنز
- گیل اوگریدی: کارن هاردی
- دی دبلیو موفت: باب هاردی
- لسلی جردن: جسی جو
- ولری کروز: ماریا نولان
- کایل سِکور: آلان 'اسکیپ' متیوز
- شارون لارنس: تس وایِت
- جی دی پاردو: ادوارد 'اِدی' نولان
- جی آر کاسیا: تراویس دین
- شِرول وایت: هلن ویتر

## قسمت‌ها و ریتینگ
| # | عنوان                  | تاریخ پخش    | ریتینگ | شِیر | ۱۸–۴۹ | بیننده | رتبه هفتگی |
| - | ---------------------- | ------------ | ------ | --- | ----- | ------ | ---------- |
| ۱ | آزمایشی                | ۳۰ مه ۲۰۰۷   | ۱٫۳    | ۲   | ۰٫۶/۲ | ۱٫۸۶   | # ۸۳       |
| ۲ | ارواح                  | ۶ ژوئن ۲۰۰۷  | ۱٫۱    | ۲   | ۰٫۴/۱ | ۱٫۴۹   | # ۸۹       |
| ۳ | مهمانی هاردی           | ۱۳ ژوئن ۲۰۰۷ | ۱٫۰    | ۲   | ۰٫۵/۲ | ۱٫۳۷   | # ۹۱       |
| ۴ | آنچه زیر پوست لیزا است | ۲۰ ژوئن ۲۰۰۷ | ۱٫۱    | ۲   | ۰٫۵/۲ | ۱٫۲۸   | # ۹۳       |
| ۵ | مولیگان                | ۲۰ ژوئن ۲۰۰۷ | ۱٫۱    | ۲   | ۰٫۶/۲ | ۱٫۷۶   | # ۸۸       |
| ۶ | روابط خطرناک           | ۲۷ ژوئن ۲۰۰۷ | ۰٫۹    | ۲   | ۰٫۵/۲ | ۱٫۴۱   | # ۹۶       |
| ۷ | پشت سر زنت بایست       | ۲۷ ژوئن ۲۰۰۷ | ۰٫۸    | ۱   | ۰٫۶/۲ | ۱٫۳۹   | # ۹۹       |
| ۸ | شانس دوم               | ۴ ژوئیه ۲۰۰۷ | ۰٫۷    | ۱   | ۰٫۳/۱ | ۰٫۹۷   | # ۹۹       |